# Пелтініш (Караш-Северін)
Пелтініш (рум. Păltiniș) — село у повіті Караш-Северін в Румунії. Входить до складу комуни Пелтініш.
Село розташоване на відстані 329 км на захід від Бухареста, 25 км на північний схід від Решиці, 80 км на південний схід від Тімішоари.

## Населення
За даними перепису населення 2002 року у селі проживали 710 осіб.
Національний склад населення села:
| Національність | Кількість осіб | Відсоток |
| -------------- | -------------- | -------- |
| румуни         | 687            | 96,8%    |
| українці       | 5              | 0,7%     |

Рідною мовою назвали:
| Мова      | Кількість осіб | Відсоток |
| --------- | -------------- | -------- |
| румунська | 694            | 97,7%    |